# خالد عليوة
خالد عليوة (ولد في 16 أبريل 1949، الرباط.) وزير التنمية الاجتماعية والتضامن والتشغيل والتكوين المهني والناطق الرسمي باسم حكومة عبد الرحمن اليوسفي بين 1998 - 2000 ووزير التعليم العالي والبحث العلمي في حكومة أدريس جطو الأولى بين 2002 - 2004 والرئيس المدير العام لمصرف القرض العقاري والسياحي. معتقل حاليا بتهم فساد مالي.

## مسيرته
حصل على الدكتوراه في علم الإجتماع السياسي، وهو خريج معهد الدراسات السياسية بباريس، ودبلوم الدراسات العليا في الاقتصاد والمحاسبة، وله إجازة في اللغة الإنجليزية. كما اهتم بقضايا تنمية الموارد البشرية والسياسية العمومية في العالم الثالث.
شغل منصب أستاذ في جامعة الحسن الثاني في الدار البيضاء، ترأس المجموعة الحضرية للرباط بين 1992 و 1997 وانتخب مستشارا جماعيا بالرباط أكدال سنة 1997. في سنة 2003 كان من بين المترشحين لمنصب عمدة الدار البيضاء. وهو عضو في اللجنة المركزية للاتحاد الاشتراكي للقوات الشعبية.
و بتاريخ 14 مارس 1998 عينه الملك الحسن الثاني وزيرا للتنمية الاجتماعية والتضامن ومتحدث باسم الحكومة. و في 7 نوفمبر 2002 تم تعيينه وزيرا للتعليم العالي والبحث العلمي في حكومة إدريس جطو. في يوليو 2004، تم تعيينه رئيسا لمجلس الإدارة والرئيس التنفيذي للقرض العقاري والسياحي إلى غاية أبريل 2009.

### قضية فساد
قضية فساد مسيري القرض العقاري والسياحي كانت قد أخذت بعدا كبيرا، بعد أن كان المجلس الأعلى للحسابات قد أورد اسم خالد عليوة في عدة قضايا مرتبطة بتسيير المؤسسة البنكية. وبعد دخول حكومة بنكيران، واعتلاء مصطفى الرميد منصب وزير العدل، تم في فبراير 2012 إحالة ملف القرض العقاري والسياحي على القضاء وتحريك ملفين كبيرين خلال أسبوع واحد أياما فقط بعد الإيقاع بعبد الحنين بنعلو الرئيس المدير العام السابق للمكتب الوطني للمطارات وعدد من معاونيه.
في مارس 2012 أصبح عليوة ممنوعا من مغادرة التراب الوطني، وفي يوم الخميس 29 يونيو 2012 تم اعتقاله وإحالته على الوكيل العام بمحكمة الاستئناف بالدار البيضاء رهن السجن الاحتياطي هو ومتابعين آخرين في ملف فساد مالي يخص المصرف الذي كان يديره.
في 4 مارس 2013 سمح لخالد عليوة بمغادرة سجن عكاشة لحضور مراسيم دفن والدته زبيدة عليوة.

## مؤلفات وأبحاث
- الشباب والتغيير الاجتماعي, 1982.
- فضاء الدولة, 1982.
- الأزمة المالية والأزمة العمرانية, 1985.
- المغرب العربي, 1985.
- الدولة المغربية في الزمن الطويل, 1988.
- جدلية الدولة والمجتمع (مع آخرين), 1992.